# Vanhouttea fruticulosa
Vanhouttea fruticulosa är en tvåhjärtbladig växtart som först beskrevs av Auguste François Marie Glaziou och Frederico Carlos Hoehne, och fick sitt nu gällande namn av Chautems. Vanhouttea fruticulosa ingår i släktet Vanhouttea och familjen Gesneriaceae. Inga underarter finns listade i Catalogue of Life.